# Campeonato de España de Atletismo 1932
El XV Campeonato de España de Atletismo se disputó los días 30 y 31 de julio de 1932, en las instalaciones deportivas del Estadio de Berazubi, Tolosa, para las pruebas masculinas, y los días 8 y 9 de octubre de 1932, en las instalaciones deportivas del Estadio de Montjuich, Barcelona, para las femeninas.

Como en la edición anterior, las mujeres disputaron el campeonato en fechas y sede diferentes a los hombres.

## Resultados

### Masculino
| Evento                               | Oro                                                 | Plata                                             | Bronce                                           |
| ------------------------------------ | --------------------------------------------------- | ------------------------------------------------- | ------------------------------------------------ |
| 100 metros lisos                     | Miguel Arévalo Cataluña 11.3                        | Juan Junquera Cataluña 11.7                       | Crescencio Cuñado Guipúzcoa ¿?                   |
| 200 metros lisos                     | Crescencio Cuñado Guipúzcoa 23.0                    | Miguel Arévalo Cataluña 23.6                      | José Anselmi Cataluña                            |
| 400 metros lisos                     | Jesús Muntaner Cataluña 52.4                        | Juan Sastre Castilla 53.3                         | Tomás Colomer Cataluña ¿?                        |
| 800 metros lisos                     | José Ruiz Guipúzcoa 2:00.2                          | Jesús Muntaner Cataluña 2:00.8                    | Francisco Montfort Cataluña ¿?                   |
| 1.500 metros lisos                   | José Ruiz Guipúzcoa 4:13.2                          | Francisco Montfort Cataluña 4:14.8                | Enrique Piferrer Cataluña 4:20.2                 |
| 5.000 metros lisos                   | Cipriano Cilleruelo Guipúzcoa 16:12.0               | Carlos Blanco Castilla 16:17.2                    | Jaime Roca Cataluña 16:30.6                      |
| 10.000 metros lisos                  | Felipe Corpas Castilla 34:21.0                      | Jaime Roca Cataluña 34:22.0                       | Emilio Iriarte Guipúzcoa 34:32.0                 |
| 110 metros vallas                    | Antonio Segurado Guipúzcoa 16.7                     | Ignacio Sánchez Arana Guipúzcoa 17.0              | Vicente Cardús Cataluña ¿?                       |
| 400 metros vallas                    | José Tugas Cataluña 59.2                            | Joaquín Roca Cataluña 59.6                        | Andrés Iguarán Guipúzcoa 59.8                    |
| 3.000 metros obstáculos              | José Reliegos Castilla 10:28.6                      | Cipriano Cilleruelo Guipúzcoa 10:40.6             | Pey Cataluña 10:54.2                             |
| Salto de altura                      | Pedro Bombardó Cataluña 1.72                        | Antonio Gil Castilla 1.70                         | Vicente Cardús Cataluña 1.70                     |
| Salto con pértiga                    | José Culí Cataluña 3.40                             | Ramón Galán Castilla 3.10                         | Vicente Cardús Cataluña 3.10                     |
| Salto de longitud                    | Luis Altafulla Cataluña 6.86                        | Andrés Iguarán Guipúzcoa 6.34                     | Ignacio Sánchez Arana Guipúzcoa 6.32             |
| Triple Salto                         | Manuel Gutiérrez Guipúzcoa 13.40                    | José Luis Jorajulia Castilla 13.39                | Ignacio Sánchez Arana Guipúzcoa 12.845           |
| Lanzamiento de Peso                  | Félix Erausquin Guipúzcoa 11.89                     | Juan Berasaluce Guipúzcoa 11.735                  | Juan Badía Cataluña 11.52                        |
| Lanzamiento de disco                 | Félix Erausquin Guipúzcoa 36.43                     | José Luis Celaya Guipúzcoa 35.69                  | Manuel Climent Castilla 34.88                    |
| Lanzamiento de martillo              | Fernando García Doctor Castilla 42.40               | Felipe Tugas Cataluña 40.18                       | Ricardo Martínez Cataluña 38.10                  |
| Lanzamiento de jabalina              | Luis Agostí Castilla 53.30                          | Albino Casellas Cataluña 48.90                    | Félix Erausquin Guipúzcoa 48.75                  |
| Lanzamiento de barra                 | P.Dominchín Guipúzcoa 32.62                         | Félix Erausquin Guipúzcoa 31.935                  | José Luis Celaya Guipúzcoa 30.62                 |
| 10.000 metros marcha (en pista)      | Gerardo García Cataluña 48:31.4                     | Román Castelltort Cataluña 51:40.0                | Aurelio Pellín Cataluña 52:35.8                  |
| Relevos 4 x 100 m lisos              | Cataluña Anselmi, Junqueras, Oliver, Arévalo 44.9   | Guipúzcoa Sánchez, Rogelio, Tel, Cuñado ¿?        | Castilla Picazo, Jorajulia, Gutiérrez, Agostí ¿? |
| Relevos 4 x 400 m.lisos              | Cataluña Oliver, Montfort, J.Tugas, Montaner 3:35.0 | Guipúzcoa Durá III, Durá II, Iguarán, Ruiz 3:38.8 | Castilla Gutiérrez, Blanco, Agostí, Jorajulia ¿? |
| Clasificación Final por Federaciones | Cataluña (Federación catalana) 159 puntos.          | Guipúzcoa (Federación guipuzcoana) 145 puntos.    | Castilla (Federación castellana) 89 puntos.      |

### Femenino
| Evento                               | Oro                                                                             | Plata                                                                | Bronce                             |
| ------------------------------------ | ------------------------------------------------------------------------------- | -------------------------------------------------------------------- | ---------------------------------- |
| 80 metros lisos                      | Rosa Castelltort Cataluña 11.2                                                  | Aurora Villa Castilla 11.3                                           | Carmen Sugrañés Cataluña ???       |
| 150 metros lisos                     | Rosa Castelltort Cataluña 20.8 (RE)                                             | Aurora Villa Castilla 21.6                                           | Mercedes Castelltort Cataluña ???  |
| 600 metros lisos                     | Aurora Villa Castilla 2:00.0                                                    | Ramona Garay Cataluña 2:02.6                                         | María Valero Cataluña ???          |
| 80 metros vallas                     | Rosa Castelltort Cataluña 15,0 (RE)                                             | Dolores Castelltort Cataluña ???                                     | Margot Moles Castilla ???          |
| Salto de altura                      | Aurora Villa Castilla 1.325 (RE)                                                | Rosa Castelltort Cataluña 1.28                                       | María Morros Cataluña 1.25         |
| Salto de longitud                    | Rosa Castelltort Cataluña 4.59                                                  | Carmen Pascó Cataluña 4.54                                           | Aurora Villa Castilla 4.54         |
| Lanzamiento de peso                  | Margot Moles Castilla 9,525 (RE)                                                | Ana Tugas Cataluña 9.495                                             | Lucinda Moles Castilla 7.94        |
| Lanzamiento de disco                 | Margot Moles Castilla 30.56                                                     | Aurora Villa Castilla 25.50                                          | Lucinda Moles Castilla 24.26       |
| Lanzamiento de jabalina              | Aurora Villa Castilla 27.34 (RE)                                                | Margot Moles Castilla 23.90                                          | Ana Tugas Cataluña 22.06           |
| Relevos 4x75 metros lisos            | Cataluña Carmen Pascó Carmen Sugrañés Dolores Castelltort Rosa Castelltort 42.0 | Castilla Margot Moles Lucinda Moles Aurora Villa Aurora Eguiluz 45.0 | Solo compitieron dos equipos.      |
| Clasificación Final por Federaciones | Cataluña (Federación catalana) 97 puntos.                                       | Castilla (Federación castellana) 94 puntos.                          | Solo compitieron dos federaciones. |